# 上海轨道交通3号线
上海轨道交通3号线（旧称明珠线一期或明珠线）是一条连接中国上海市宝山区江杨北路站至徐汇区上海南站站，是上海地铁运营的南北走向地铁线路，全长40.34公里，共设29座车站，于2000年12月26日通车运营。

## 概览
3号线是上海的第一条高架轨道交通线路，部分路段利用了原先沪杭铁路内环线（全部）和淞沪铁路（汶水东路以南）的线位。上海南站站至江湾镇站段为一期，全长24.975公里，其中高架21.516公里，地面线路3.459公里，利用原铁路线18公里，地面线路与城市道路无交叉。全线设有19座车站，其中高架车站16座，地面车站3座，平均站距1.37公里。在石龙路站出岔，设轨道交通停车场一处，在虹桥路站及东宝兴路站附近设置2座110/35kV中心变电所，11座牵引变电所，各车站均设降压变电站。工程总投资约93.78亿元，其中利用法国政府混合贷款10.8亿法郎（折合美元1.756亿元）。于1997年动工，2000年12月26日试通车。开通初期票价为2元可坐9站，9站以上3元。2003年11月1日起与其余线路统一票价。3号线一期的车站均预留了未来扩编为8节编组A型车的条件，但该计划已搁置。
北延伸段工程起自江湾镇站，沿逸仙路高架西侧走行，跨蕴藻浜后，沿同济路西侧继续走行，过漠河路后转向西，沿富锦路南侧走行，跨北泗塘河于小游园附近下穿郊区环线富锦路至路北，继续沿富锦路西行，穿过宝钢铁路专线后继续西行并设江杨北路站后折入车辆段。本工程以高架线路为主，南起明珠一期终点站江湾镇站，北至宝山月浦镇江杨北路站，全长15.365公里，其中高架线路12.527公里，地下浅埋及敞开段1.979公里，地面正线0.859公里。于2006年12月18日通车试运营，工程总投资32.188亿元。3号线的绝大多数路段建在高架上，使得综合造价不到同样长度地下线路的三分之一，同时也让施工进度快上两到三倍。
3号线的线路标识色为 PANTONE 109C （C=2 M=16 Y=100 K=0）。

### 线路数据
- 营运里程：40.340km
- 站数：29
- 轨距：1435mm
- 动力电源：1500V直流（架空电线方式）
- 复线区间：全线
- 电气化区间：全线
- 地面区间：上海南站—石龙路东北、中潭路西—宝山路西、铁力路西—江杨北路
- 地下区间：友谊路西—铁力路西
- 高架区间：石龙路东北—中潭路东、宝山路西—江湾镇—友谊路西

## 早期规划

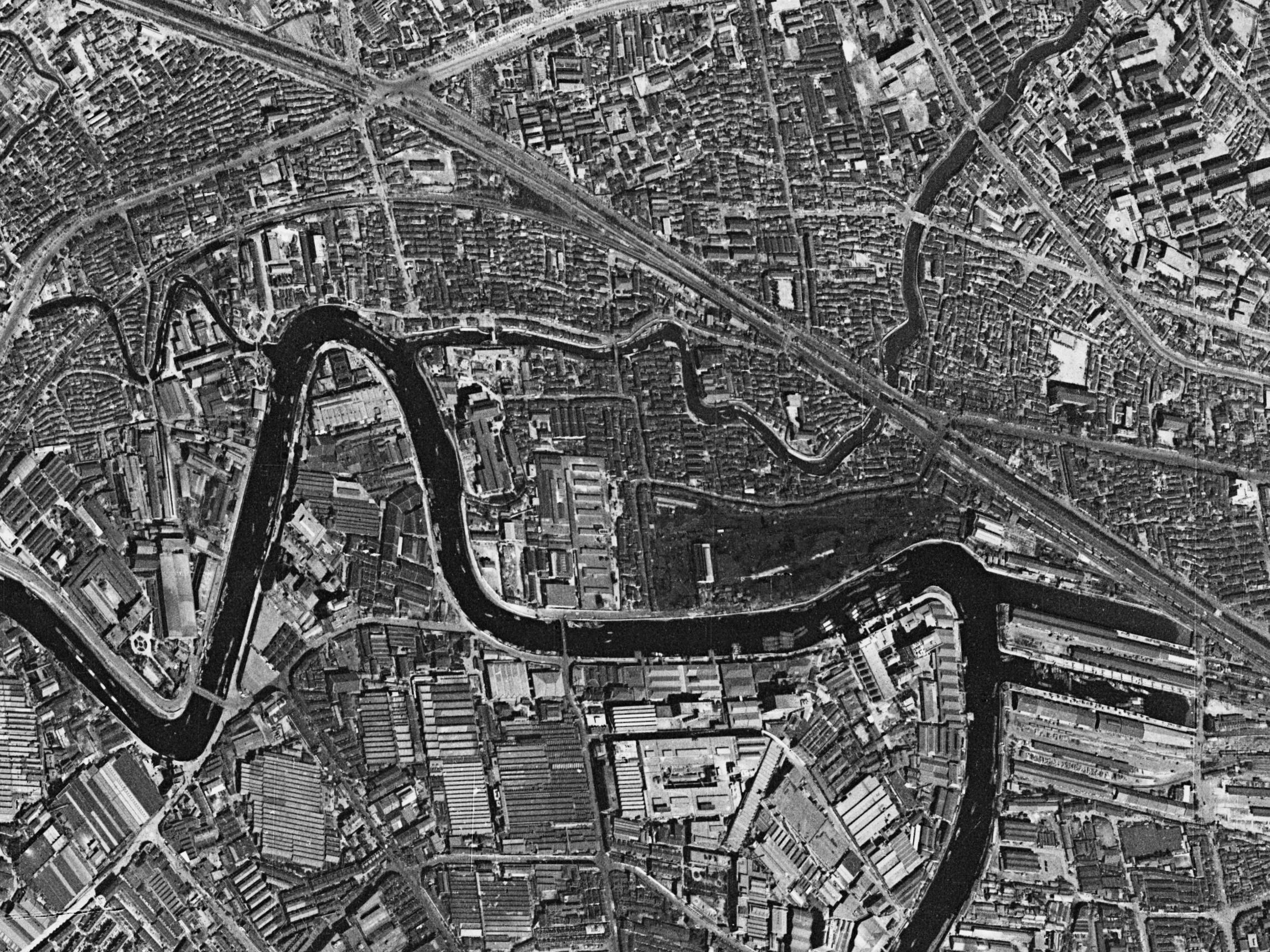
原沪杭铁路在出上海东货站、跨彭越浦后从沪宁铁路分出，并绕开苏州河两湾一宅区域（1966年）

1986年8月，上海市科学技术委员会组织市规划院和上海铁道学院进行《发展城市铁路缓解市内交通的可行性研究》，重点研究利用沪杭铁路内环线和淞沪铁路的问题。1987年5月，由上海市城乡规划环境保护委员会邀请法国运输部陆上运输局和市规划院、上海铁道学院合作进行新一轮《上海市南北有轨交通线预可行性研究》，于1989年9月完成。经对原利用地下铁道一号线方案、利用沪杭内环线方案和新的跨越浦东方案等3个方案比较，推荐利用淞沪支线及沪杭内环线线位建设高架铁路的方案。1988年，由于市政工程局拒绝在漕溪路跨线桥上预留一层，导致3号线被迫以5层楼高度横跨内环高架路。
1995年9月，上海铁路局勘测设计院在市规划院、市城市综合交通规划研究所等单位配合下编制了《上海市南北快速轨道交通工程预可行性研究报告》及项目建议书。建议书在前述中法合作研究方案的基础上，建议拆除沪杭内环线和淞沪铁路江湾镇以南的线路，建设高架铁路。这个方案，同时彻底解决了原铁路沿线二十余处平交道口的交通阻塞和苏州河原沪杭铁路桥下潮涨“闷船”之患。该线起点在中山路漕溪路立交桥东南侧，与规划的漕溪路铁路市郊客站毗邻。走向沿沪杭铁路内环线线位向北，过中潭路跨越沪杭、沪宁铁路正线后下坡至地面，沿交通路经上海火车站北广场，穿南北高架道立交桥后，由地面再起坡至高架，跨越铁路客车技术站（老北站）的北缘，经宝山路，沿淞沪铁路线位至江湾镇，然后沿逸仙路、跨蕰藻浜，经同济路，于富锦路西折至宝钢终点站，全长36公里。一期工程自漕溪路至江湾镇。同年12月4日，市计委对该项目一期工程建议书作了同意立项建设的批复。
1996年3月8日，市建委确定该线在漕溪路处采用上跨内环线漕溪路立交和中山西路方案，并将线路向南延伸至漕河泾。同年5月，完成该工程可行性研究报告。南段利用现有铁路线位向南延伸至石龙路柳州路（规划道路）口，增设龙漕路站、石龙路站和漕河泾站。石龙路站南设停车场。

## 车辆

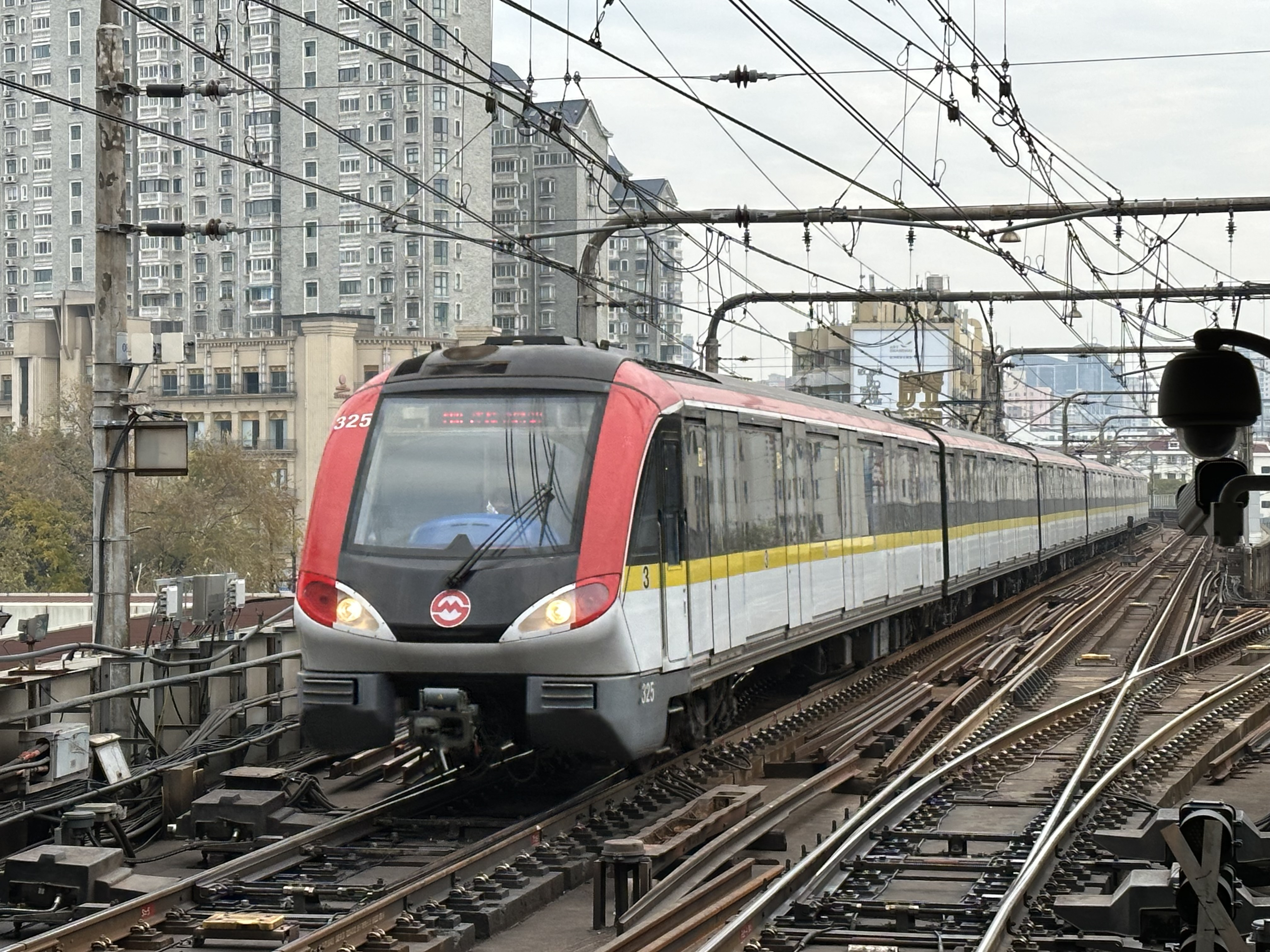
03A01型列车驶入虹桥路站

3号线刚开通时AC03型列车未到货，因此借用DC01、AC01、AC02型列车 ，2003年已全部归还。列车均采用A型车6节编组，设计时速80 km/h，为VVVF交流传动，设计寿命30年。
| 现名  | 原名             | 制造商           | 车辆编成             | 制造年代  | 车辆总数       | 上线时间    | 昵称 |
| ----- | ---------------- | ---------------- | -------------------- | --------- | -------------- | ----------- | ---- |
| 03A01 | AC03             | 法国阿尔斯通公司 | 6A (Tc+Mp+M+M+Mp+Tc) | 2002-2004 | 2列(301,302)   | 2002/12/06- | 黄鱼 |
| 03A01 | AC03             | 南车南京浦镇车辆 | 6A (Tc+Mp+M+M+Mp+Tc) | 2002-2004 | 26列(303-328)  | 2002/12/06- | 黄鱼 |
| 03A02 |                  | 北车长春轨道客车 | 6A (Tc+Mp+M+M+Mp+Tc) | 2014-2017 | 4列(0329-0332) | 2015/07/04- | 包公 |
| 03A02 | 上海电气阿尔斯通 | 4列(0333-0336)   | 6A (Tc+Mp+M+M+Mp+Tc) | 2014-2017 |                | 2015/07/04- | 包公 |
| 04A02 | 上海电气阿尔斯通 | 13列(0437-0449)  | 6A (Tc+Mp+M+M+Mp+Tc) | 2014-2017 | (叛徒包公)     | 2015/07/04- |      |

## 车站一览

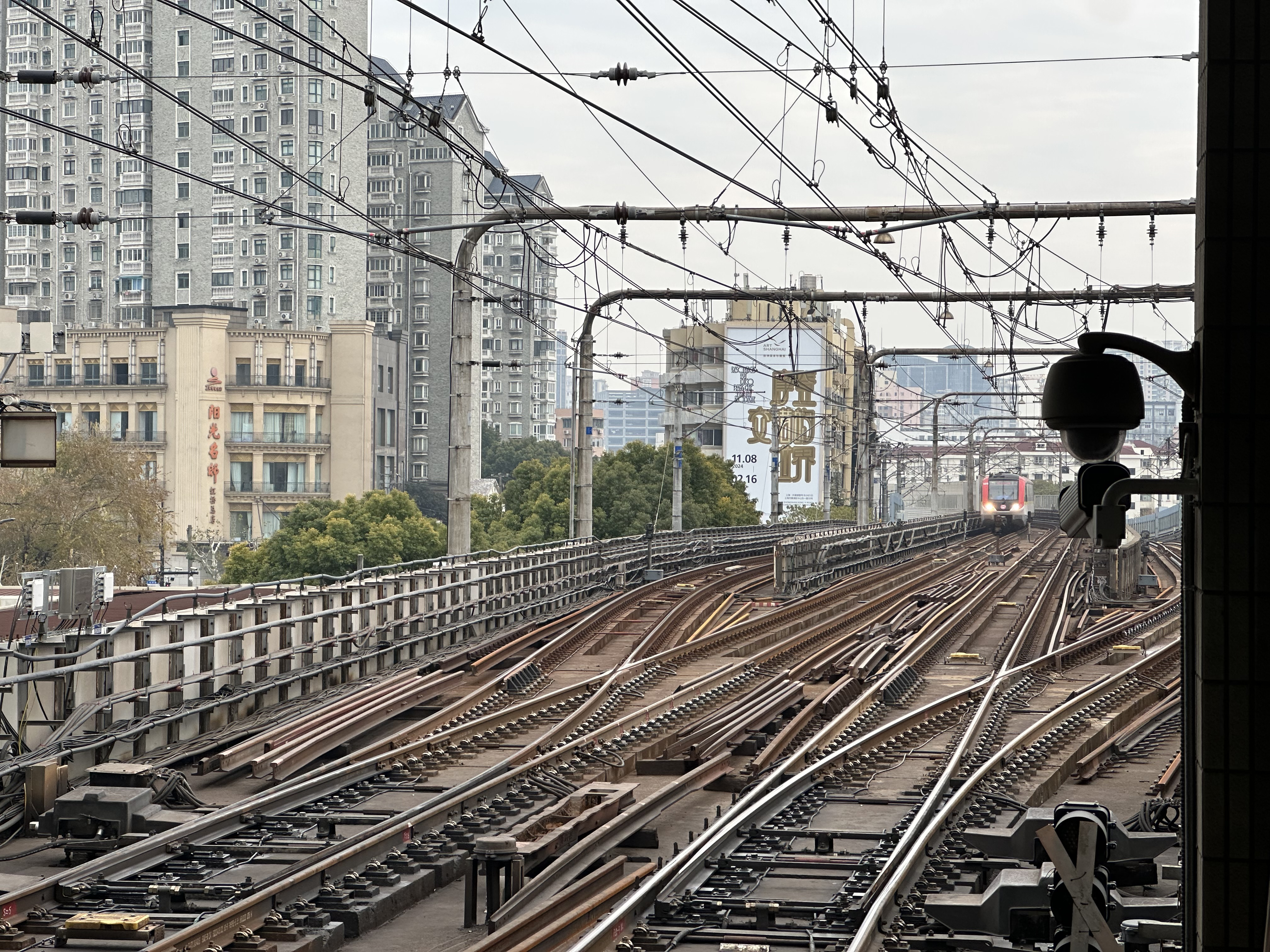
共线段始（终）于虹桥路站南侧，中间轨道为3号线，两侧轨道为4号线。

### 换乘站
3号线在虹桥路站至宝山路站与4号线共线运营，各站均可在同站台进行3、4号线之间的换乘，以下不再赘述。
宝山路站待北侧新站台完工后，4号线外圈方向列车将转移至新站台停靠，目前仍与3号线上海南站方向列车停靠同一站台。
- 1315-金山上海南站 — 换乘1号线、15号线 通道换乘，转乘金山线上海南站
- 312龙漕路 — 换乘12号线 通道换乘
- 349宜山路 — 换乘4号线、9号线 通道换乘
- 3410虹桥路 — 换乘10号线 通道换乘
- 234中山公园 — 换乘2号线 通道换乘
- 3413金沙江路 — 换乘13号线 通道换乘
- 3411-14曹杨路 — 换乘11号线、14号线 11号线为通道换乘，14号线为出站换乘（不支持单程票），未来为通道换乘
- 347镇坪路 — 换乘7号线 通道换乘
- 1-34上海火车站 — 换乘1号线 出站通道换乘（不支持单程票）
- 38虹口足球场 — 换乘8号线  通道换乘
- 318长江南路 — 换乘18号线 通道换乘

### 未來换乘站
- 31223龙漕路 — 换乘12号线、23号线 23号线为通道换乘
- 320江灣鎮 — 换乘20号线 通道换乘

### 车站列表
| 阶段   | 站名       | 里程 （米） | 站间距 （米） | 共线     | 换乘路线                           | 所在地        | 车站形式                                   | 开门方向注1 |
| ------ | ---------- | ----------- | ------------- | -------- | ---------------------------------- | ------------- | ------------------------------------------ | ----------- |
| 一期   | 上海南站   | 0           | -             | 外圈方向 | █ 1号线 █ 15号线 █ 金山线 上海南站 | 徐汇区        | 地面島式                                   | 左侧        |
| 一期   | 石龙路     | 1314        | 1314          | 外圈方向 | —                                  | 徐汇区        | 地面侧式                                   | 右侧        |
| 一期   | 龙漕路     | 2798        | 1484          | 外圈方向 | █ 12号线 █ 23号线（在建）          | 徐汇区        | 高架二层侧式                               | 右侧        |
| 一期   | 漕溪路     | 3823        | 1025          | 外圈方向 | —                                  | 徐汇区        | 高架四层侧式                               | 右侧        |
| 一期   | 宜山路     | 5361        | 1538          | 外圈方向 | █ 4号线 █ 9号线                    | 徐汇区        | 高架三层侧式                               | 右侧        |
| 一期   | 虹桥路     | 6670        | 1309          | ●        | █ 10号线                           | 长宁区        | 高架三层侧式                               | 右侧        |
| 一期   | 延安西路   | 8131        | 1461          | ●        | —                                  | 长宁区        | 高架三层侧式                               | 右侧        |
| 一期   | 中山公园   | 9232        | 1101          | ●        | █ 2号线                            | 长宁区        | 高架三层岛式                               | 左侧        |
| 一期   | 金沙江路   | 10739       | 1507          | ●        | █ 13号线                           | 普陀区        | 高架二层侧式                               | 右侧        |
| 一期   | 曹杨路     | 11642       | 903           | ●        | █ 11号线 █ 14号线注3               | 普陀区        | 高架二层侧式                               | 右侧        |
| 一期   | 镇坪路     | 13015       | 1373          | ●        | █ 7号线                            | 普陀区        | 高架二层侧式                               | 右侧        |
| 一期   | 中潭路     | 14488       | 1473          | ●        | —                                  | 普陀区        | 高架三层侧式                               | 右侧        |
| 一期   | 上海火车站 | 16215       | 1727          | ●        | █ 1号线注2 上海站                  | 静安区        | 地面岛式                                   | 左侧        |
| 一期   | 宝山路     | 18232       | 2017          | ●        | —                                  | 静安区        | 高架三层侧式 （未来与4号线组成一岛一侧式） | 右侧        |
| 一期   | 东宝兴路   | 19305       | 1073          | 内圈方向 | —                                  | 虹口区        | 高架三层侧式                               | 右侧        |
| 一期   | 虹口足球场 | 20616       | 1311          | 内圈方向 | █ 8号线                            | 虹口区        | 高架四层侧式                               | 右侧        |
| 一期   | 赤峰路     | 21766       | 1150          | 内圈方向 | —                                  | 虹口区        | 高架四层侧式                               | 右侧        |
| 一期   | 大柏树     | 22677       | 911           | 内圈方向 | —                                  | 虹口区        | 高架二层侧式                               | 右侧        |
| 一期   | 江湾镇     | 24477       | 1800          | 内圈方向 | █ 20号线（在建）                   | 虹口区/杨浦区 | 高架三层侧式                               | 右侧        |
| 北延伸 | 殷高西路   | 26080       | 1603          |          | —                                  | 宝山区        | 高架二层侧式                               | 右侧        |
| 北延伸 | 长江南路   | 27595       | 1515          | █ 18号线 | 高架二层侧式                       | 宝山区        | 右侧                                       |             |
| 北延伸 | 淞发路     | 29285       | 1690          | —        | 高架二层侧式                       | 宝山区        | 右侧                                       |             |
| 北延伸 | 张华浜     | 30798       | 1513          | —        | 高架二层侧式                       | 宝山区        | 右侧                                       |             |
| 北延伸 | 淞滨路     | 32338       | 1540          | —        | 高架四层侧式                       | 宝山区        | 右侧                                       |             |
| 北延伸 | 水产路     | 33579       | 1241          | —        | 高架三层侧式                       | 宝山区        | 右侧                                       |             |
| 北延伸 | 宝杨路     | 35334       | 1755          | —        | 高架二层侧式                       | 宝山区        | 右侧                                       |             |
| 北延伸 | 友谊路     | 36363       | 1029          | —        | 高架二层侧式                       | 宝山区        | 右侧                                       |             |
| 北延伸 | 铁力路     | 38067       | 1704          | —        | 地下一层侧式                       | 宝山区        | 右侧                                       |             |
| 北延伸 | 江杨北路   | 40148       | 2081          | —        | 地面侧式                           | 宝山区        | 左侧                                       |             |

- 注1：相对列车运行方向而言。
- 注2：持上海公共交通卡或异地交通联合卡的乘客，可在出站后30分钟内，换乘1号线，并享受连续计费。持单程票的乘客，需在出站后另行购票，并且不能享受连续计费。
- 注3：持上海公共交通卡或异地交通联合卡的乘客，可在出站后30分钟内，换乘14号线，并享受连续计费。持单程票的乘客，需在出站后另行购票，并且不能享受连续计费。

工作日早高峰时期（7:30-9:00）仅开行上海南站---江杨北路大交路，其他时间段开行上海南站---江杨北路、上海南站---长江南路交路。

## 时刻表
更新时间：2020年8月12日

### 首末班车时刻表
| 车站名称   | 首班车发车时刻 | 首班车发车时刻 | 末班车发车时刻 | 末班车发车时刻 |
| 车站名称   | 上海南站方向 ↑ | 江杨北路方向 ↓ | 上海南站方向 ↑ | 江杨北路方向 ↓ |
| ---------- | -------------- | -------------- | -------------- | -------------- |
| 上海南站   | 06:32 （到达） | 05:25          | 23:42 （到达） | 22:30          |
| 石龙路     | 06:30          | 05:27          | 23:40          | 22:32          |
| 龙漕路     | 06:28          | 05:30          | 23:38          | 22:34          |
| 漕溪路     | 06:26          | 05:32          | 23:36          | 22:37          |
| 宜山路     | 06:23          | 05:34          | 23:33          | 22:39          |
| 虹桥路     | 06:21          | 05:36          | 23:31          | 22:41          |
| 延安西路   | 06:19          | 05:39          | 23:29          | 22:44          |
| 中山公园   | 06:17          | 05:41          | 23:27          | 22:46          |
| 金沙江路   | 06:14          | 05:43          | 23:24          | 22:48          |
| 曹杨路     | 06:12          | 05:45          | 23:22          | 22:50          |
| 镇坪路     | 06:10          | 05:48          | 23:20          | 22:53          |
| 中潭路     | 06:07          | 05:50          | 23:17          | 22:55          |
| 上海火车站 | 06:05          | 05:53          | 23:15          | 22:58          |
| 宝山路     | 06:01          | 05:56          | 23:11          | 23:01          |
| 东宝兴路   | 05:59          | 05:58          | 23:09          | 23:03          |
| 虹口足球场 | 05:57          | 06:01          | 23:07          | 23:06          |
| 赤峰路     | 05:54          | 06:03          | 23:04          | 23:08          |
| 大柏树     | 05:52          | 06:05          | 23:02          | 23:10          |
| 江湾镇     | 05:50          | 06:08          | 23:00          | 23:13          |
| 殷高西路   | 05:47          | 06:10          | 22:57          | 23:15          |
| 长江南路   | 05:44          | 06:13          | 22:54          | 23:18          |
| 淞发路     | 05:41          | 06:15          | 22:51          | 23:20          |
| 张华浜     | 05:39          | 06:18          | 22:49          | 23:23          |
| 淞滨路     | 05:37          | 06:20          | 22:47          | 23:25          |
| 水产路     | 05:35          | 06:22          | 22:45          | 23:27          |
| 宝杨路     | 05:32          | 06:25          | 22:42          | 23:30          |
| 友谊路     | 05:30          | 06:27          | 22:40          | 23:32          |
| 铁力路     | 05:27          | 06:29          | 22:37          | 23:34          |
| 江杨北路   | 05:25          | 06:32 （到达） | 22:35          | 23:37 （到达） |

### 列车运行间隔

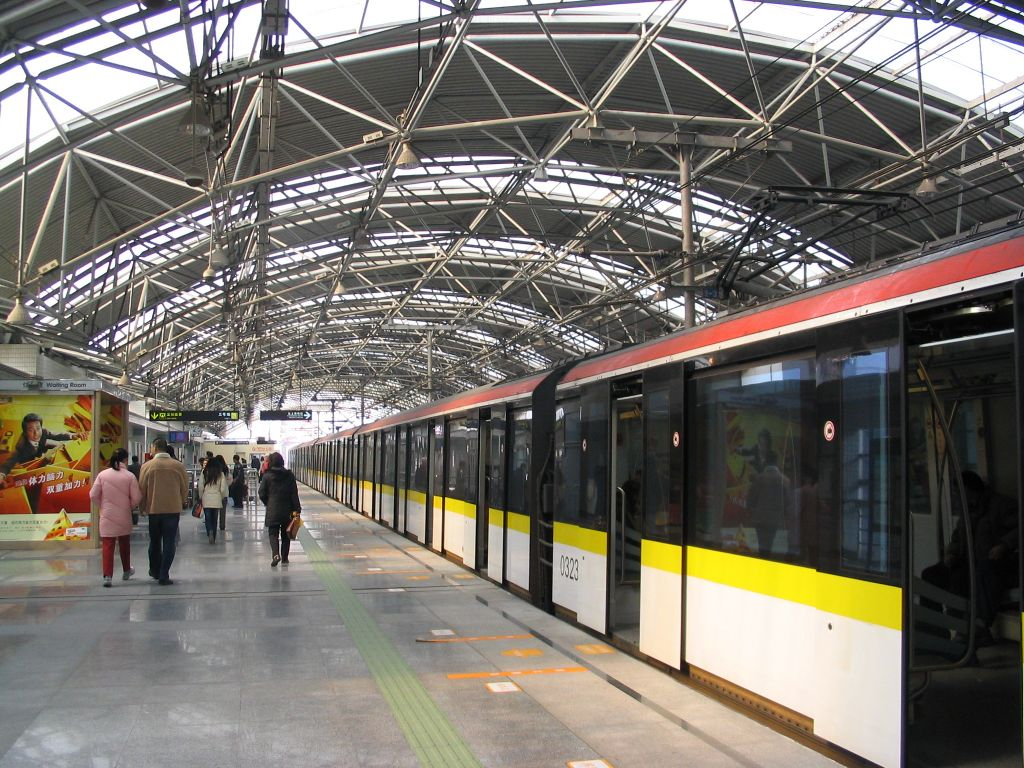
漕溪路站站台及3号线列車

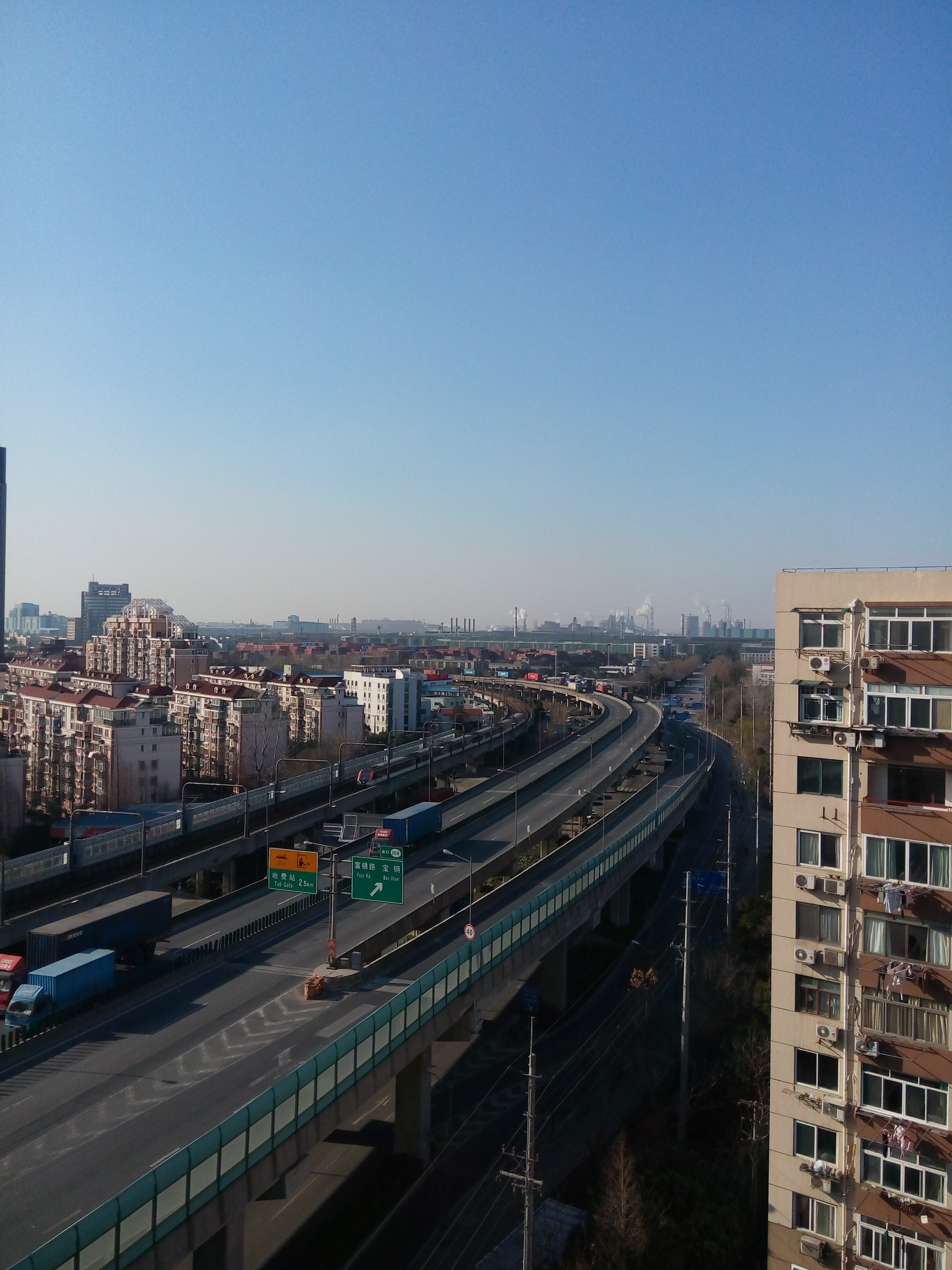
驶向江杨北路站的3号线列车

| 周一～周五（工作日） | 周一～周五（工作日） | 周一～周五（工作日）                                  | 周一～周五（工作日）                                  |
| 时段                 | 时段                 | 间隔                                                  | 间隔                                                  |
| 时段                 | 时段                 | 上海南站—长江南路                                     | 上海南站—江杨北路                                     |
| -------------------- | -------------------- | ----------------------------------------------------- | ----------------------------------------------------- |
| 早高峰               | 7:30-9:00            | 江杨北路方向：约7分30秒 上海南站方向：2分30秒 / 5分钟 | 江杨北路方向：约7分30秒 上海南站方向：2分30秒 / 5分钟 |
| 平峰                 | 9:00-17:00           | 约7分钟                                               | 约14分钟                                              |
| 晚高峰               | 17:00-19:30          | 约5分钟                                               | 约10分钟                                              |
| 其它                 | 其它                 | 约5～15分钟                                           | 约5～15分钟                                           |
| 周六、周日（双休日） |                      |                                                       |                                                       |
| 时段                 | 时段                 | 间隔                                                  | 间隔                                                  |
| 高峰                 | 8:00-20:00           | 约6分30秒                                             | 约13分钟                                              |
| 其它                 | 其它                 | 约5～15分钟                                           | 约5～15分钟                                           |

## 沿革

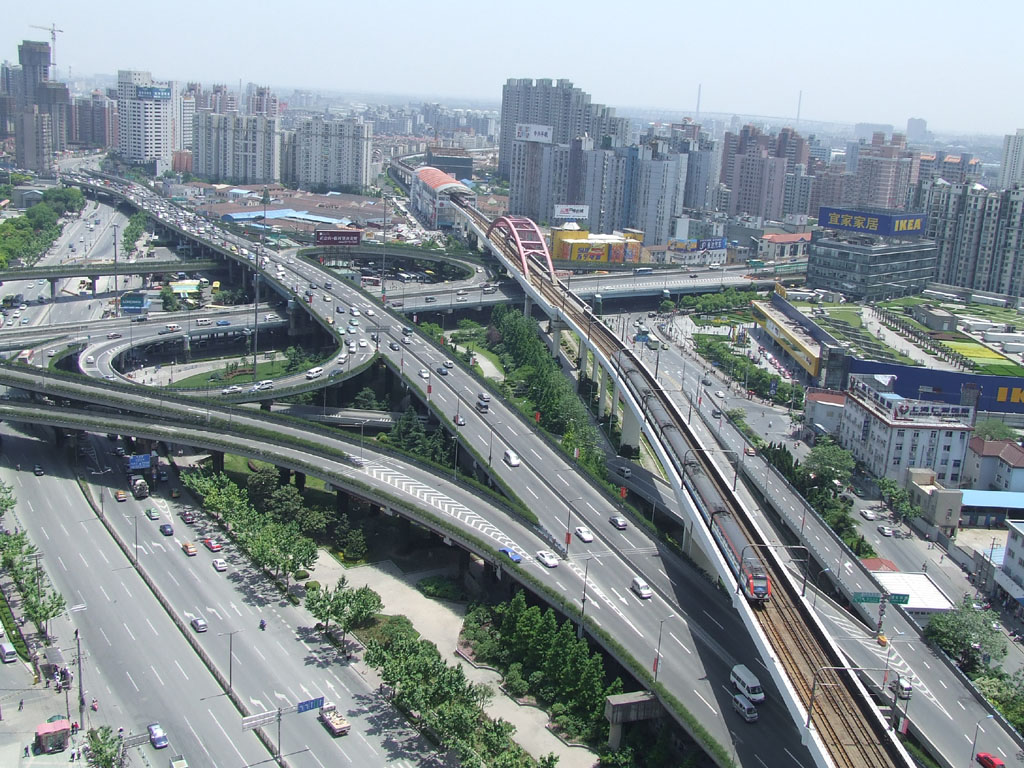
一列3号线列车離開漕溪路站，正在經過内环高架路漕溪北路立交

- 1997年3月1日 铁路与城市道路交叉改建（明珠线一期）工程报建[14]
- 1997年6月27日 工程开工，沪新线铁轨开始拆除
- 2000年8月7日 电气化工程全线建成[15]
- 2000年12月26日 明珠线一期建成投入运营（采用非高峰9:00-16:00时段运营），间隔30分钟[16]
- 2000年1月21日 运营车辆增加到8列，运营时间增加到15个小时[17]
- 2001年12月5日 首列法国进口列车（即03A01型）抵沪[18]
- 2002年1月1日 明珠线一期工程北延伸段工程报建[19]
- 2001-2002年间 长宁路站更名为中山公园站（日期不明）[來源請求]
- 2002年8月8日 明珠线确定改名为轨道交通3号线[20]
- 2002年12月6日 法国进口列车开始载客运营[21]
- 2003年11月1日 开始使用自动闸机，实行新的票价[22]
- 2004年1月1日 为配合上海南站的施工，上海南站站停止营业
- 2004年6月10日 由于高架下沉，宜山路站到石龙路站停止营业
- 2004年7月24日 宜山路站到石龙路站恢复营业
- 2005年10月15日 上海南站站恢复营业
- 2005年12月9日 北延伸段环境影响评价公示[23]
- 2005年12月25日 中山公园站与2号线实现站内换乘[24]
- 2006年10月19日 汶水东路站更名为大柏树站
- 2006年12月18日 北延伸段通车
- 2007年12月22日 配合4号线环通调试，延长运营时间
- 2008年6月1日 宜山路站、上海火车站站和虹口足球场站启用公交卡出站换乘
- 2008年12月28日 宜山路站与9号线实现站内换乘
- 2010年12月28日 宜山路站与4号线实现站内换乘
- 2012年10月21日 虹口足球场站与8号线实现长通道站内换乘
- 2014年1月31日 至2月6日，因铁力路站至友谊路站進行專項整治，江杨北路站至水产路站停運，停運區間由免费短驳公交代替
- 2015年2月16日 至28日 因江杨北路站至铁力路站区间正线改造，江杨北路站至水產路站停運[25]
- 2020年9月12、13、19、20日 因上海南站站及石龙路站岔区进行道岔及枕木更换，上海南站站至中山公园站区段暂停运营[26]
- 2021年6月28日 3/4号线信号改造工程开工
- 2022年8月19日 3/4号线宝山路站接轨改造工程工程可行性研究报告获批[27]
- 2022年9月6日 3/4号线宝山路站接轨改造工程环境影响评价公示[28]
- 2022年11月30日 中午12时27分起至当日运营结束，受疫情影响淞发路站临时封站
- 2023年1月21日 至27日 为配合线路设施改造和安全整治，长江南路站至江杨北路站区段临时停运施工[29]
- 2023年3月20日 3/4号线宝山路站接轨改造工程环境影响评价报批前公示[28]
- 2023年4月4日 静安区环境局受理接轨改造工程环境影响评价报告书[30]
- 2023年4月26日 静安区环境局批复接轨改造工程环境影响评价报告书[31]
- 2024年6月11日 宝山路站3号口启用，接轨改造工程第一阶段完工

## 未来发展

### 分线（已取消）
根据2009年的规划方案，宝山路站至上海火车站站间将新建线路，3、4号线在此段分离运行。新建两段长约2020米，自规划改建的宝山路站引出，平行于既有3、4号线线路，沿交通路南侧走，过浙江路后，逐渐由高架转到地面，继续沿交通路南侧走，以地面线形式穿过西藏北路，新建线路在交通公园南侧经过，过徐家宅路后，与既有的3、4号线线路进行换线，过长兴路后，自既有3号线线路向北偏出，上跨大统路下立交等横向道路后接入规划改建后的上海火车站站。该项目已进行选线规划及两次环评公示，且工程已于2009年6月4日报建。

### 信号改造

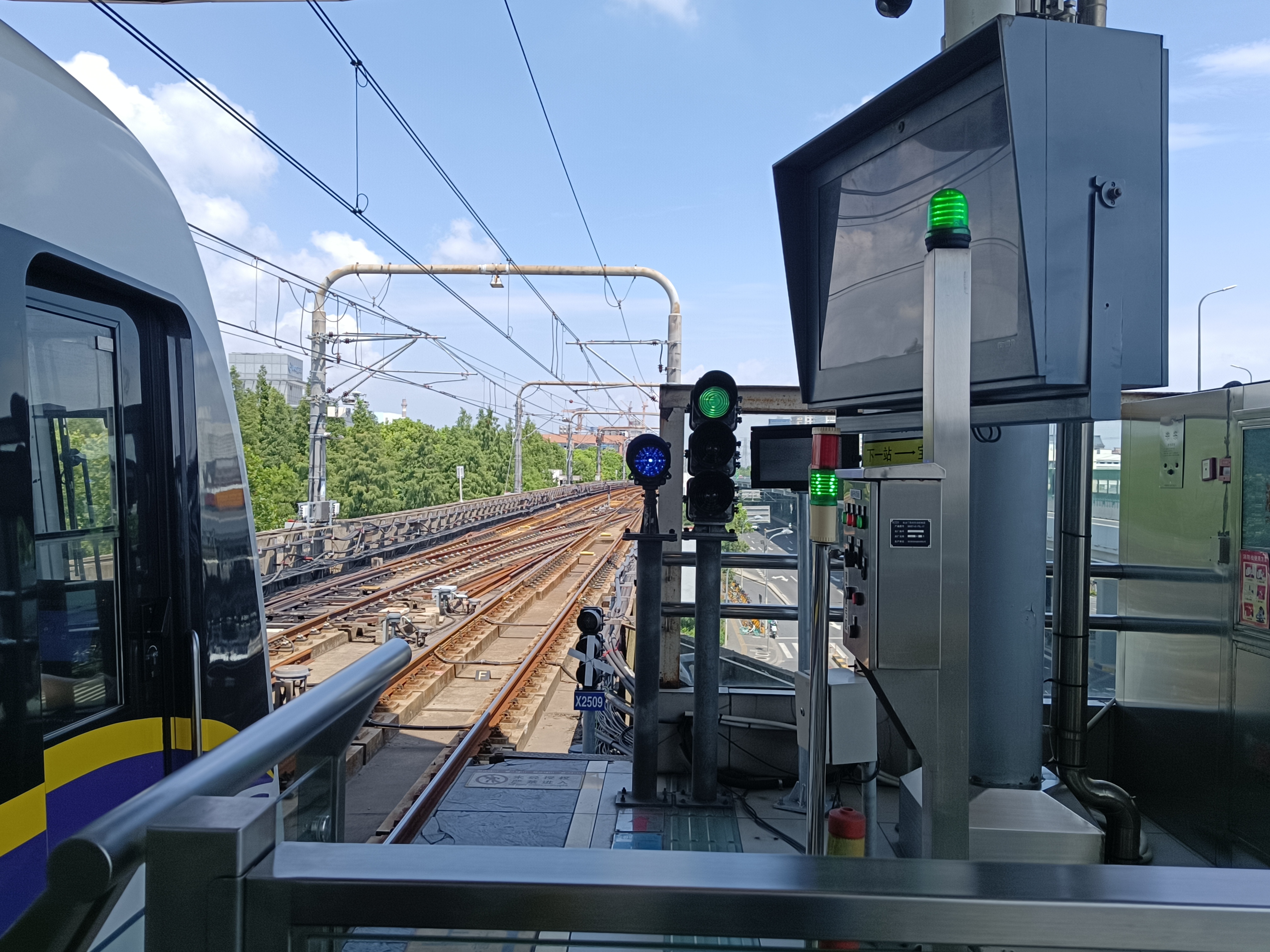
3号线的信号设备（2023年8月摄于水产路站）。图中标有“X2509”的设备即为本次信号改造中新增的信号机（尚未启用）

在论证多年后，上海市交通委于2015年正式宣布分线工程搁置。为了应对客流增长，上海地铁改用信号系统更新+宝山路局部小改造的方案。3、4号线目前采用的是Alstom U200准移动闭塞信号系统，其除在印度城市轨道交通系统大受欢迎以外运用并不广泛，因此2014年阿尔斯通直接将技术转移给印度并降低技术支持。综合考虑工期、中印关系、系统耦合度等因素，放弃类似于2号线信号改造的CBTC+Alstom U200双系统方案。最终，信号更新由卡斯柯中标，预计将采用“启骥”TACS信号系统。待信号改造完成后，择机对宝山路站进行线路改造。其中包括北侧增设一股轨道，长约516米；扩建北侧站台，宽度由7.5米增加至12米。将4号线外圈与3号线下行线路由站前接轨改造为站后接轨。
目前所有车站新信号系统已安装完毕，已全部启用，和现有信号系统一起运行。
2024年1月，为配合新信号系统，3号线开始逐步将原有的电动栏杆替换成半高安全门。